# اوراشاتس (آرانجلوواتس)
اوراشاتس (به صربی: Orašac) یک منطقهٔ مسکونی در صربستان است که در آرانجلوواس واقع شده‌است. اوراشاتس ۱٬۴۶۲ نفر جمعیت دارد و ۳۲۸ متر بالاتر از سطح دریا واقع شده‌است.